# 小焼野町
小焼野町（こやけのちょう）は、愛知県西尾市の地名。

## 地理

### 学区
- 公立高等学校 - 三河学区
- 公立中学校 - 西尾市立西尾中学校[WEB 6]
- 公立小学校 - 西尾市立福地北部小学校[WEB 6]

### 河川・池沼
- 矢作古川

## 歴史

### 地名の由来
「焼」の字は「宅」（やけ）であり、御宅野村が「ごやけ」「こやけ」と読みが変遷したという説がある。

### 人口の変遷
国勢調査による人口および世帯数の推移。
| 1995年（平成7年）  | 66世帯 312人  |  |
| 2000年（平成12年） | 67世帯 300人  |  |
| 2005年（平成17年） | 69世帯 287人  |  |
| 2010年（平成22年） | 74世帯 306人  |  |
| 2015年（平成27年） | 90世帯 340人  |  |
| 2020年（令和2年）  | 104世帯 386人 |  |

### 沿革
- 江戸時代 - 三河国幡豆郡小焼野村として所在[1]。西尾藩領[1]。
- 1889年（明治22年） - 井崎村大字小焼野となる[1]。
- 1906年（明治39年） - 福地村大字小焼野となる[1]。
- 1952年（昭和27年） - 西尾町大字小焼野となる[1]。
- 1953年（昭和28年） - 西尾市大字小焼野となる[1]。
- 1954年（昭和29年） - 西尾市小焼野町となる[1]。

## 交通
- 愛知県道383号蒲郡碧南線
- 愛知県道318号宮迫今川線

## 施設
- 小焼野町公民館
- 八剱神社
- 南川公園

### WEB
1. ↑  “愛知県西尾市の町丁・字一覧”.   人口統計ラボ. 2023年12月31日閲覧。
2. 1 2  総務省統計局 (2022年2月10日). “令和2年国勢調査の調査結果(e-Stat) - 男女別人口，外国人人口及び世帯数－町丁・字等” (CSV). 2023年8月2日閲覧。
3. ↑  “読み仮名データの促音・拗音を小書きで表記するもの(zip形式) 愛知県” (zip).   日本郵便 (2024年2月29日). 2024年3月26日閲覧。
4. ↑  “市外局番の一覧” (PDF).   総務省 (2022年3月1日). 2022年3月22日閲覧。
5. ↑  “ナンバープレートについて”.   一般社団法人愛知県自動車会議所. 2024年1月21日閲覧。
6. 1 2  西尾市教育委員会事務局 学校教育課 (2023年6月2日). “小中学校の通学区域” (PDF).   西尾市. 2024年4月11日閲覧。
7. ↑  総務省統計局 (2014年3月28日). “平成7年国勢調査の調査結果(e-Stat) - 男女別人口及び世帯数 －町丁・字等” (CSV). 2021年7月20日閲覧。
8. ↑  総務省統計局 (2014年5月30日). “平成12年国勢調査の調査結果(e-Stat) - 男女別人口及び世帯数 －町丁・字等” (CSV). 2021年7月20日閲覧。
9. ↑  総務省統計局 (2014年6月27日). “平成17年国勢調査の調査結果(e-Stat) - 男女別人口及び世帯数 －町丁・字等” (CSV). 2021年7月21日閲覧。
10. ↑  総務省統計局 (2012年1月20日). “平成22年国勢調査の調査結果(e-Stat) - 男女別人口及び世帯数 －町丁・字等” (CSV). 2021年7月21日閲覧。
11. ↑  総務省統計局 (2017年1月27日). “平成27年国勢調査の調査結果(e-Stat) - 男女別人口及び世帯数 －町丁・字等” (CSV). 2021年7月21日閲覧。

### 書籍
1. 1 2 3 4 5 6 7 8  「角川日本地名大辞典」編纂委員会 1989, p. 580.